# Boris Kovzan
Boris Ivánovich Kovzan (en ruso: Бори́с Ива́нович Ко́взан; 7 de abril de 1922 – 31 de agosto de 1985) fue un piloto de combate soviético que luchó en las filas de la Fuerza Aérea Soviética durante la Segunda Guerra Mundial y la única persona que realizó cuatro embestidas aéreas confirmadas, conocidas como ataques tarán en la Unión Soviética.

## Biografía

### Infancia y juventud
Boris Kovzan nació el 7 de abril de 1922 en el seno de una familia rusa de clase trabajadora, en la pequeña localidad de Shakhty en la gobernación del Cáucaso en la RSFS de Rusia (la Unión Soviética no se constituyó formalmente hasta finales de 1922). Después de graduarse de la escuela secundaria en Babruisk (Bielorrusia), se alistó en el Ejército Rojo en 1939 y asistió a la Academia de Aviación Militar de Odesa. En 1940 fue asignado al 160.º Regimiento de Aviación de Cazas del Distrito Militar Especial de Bielorrusia.

### Segunda Guerra Mundial
Poco después del inicio de la invasión alemana de la Unión Soviética en 1941, fue enviado al frente. El 29 de octubre de 1941, realizó su primera embestida aérea como subteniente en el 42.º Regimiento de Aviación de Cazas sobre Zagorsk, al nordeste de Moscú. Embistió a un caza pesado alemán Messerschmitt Bf 110 que estaba realizando una misión de reconocimiento sobre territorio controlado por los soviéticos mientras volaba un interceptor MiG-3. Ese día, había gastado todas sus municiones para derribar un Messerschmitt Bf 109 de un grupo de cuatro y se vio obligado a regresar al aeródromo. Mientras se acercaba al aeródromo en el que se encontraba, divisó el avión de reconocimiento y lo embistió hacia arriba a una altitud de 5000 metros. Embestir a los aviones enemigos hacia arriba era una técnica inusual, pero Kovzan no es la única persona que lo usó con éxito; pilotos notables como Amet-Jan Sultán usaron más tarde la misma técnica. Después del ataque, pudo aterrizar con seguridad su avión. Antes de esta embestida, había derribado un bombardero ligero Dornier Do 215 en agosto de 1941.
La segunda embestida aérea de Kovzan tuvo lugar sobre Torzhok el 21 de febrero de 1942. Embistió un Junkers Ju 88 mientras pilotaba un Yak-1 y nuevamente logró aterrizar su avión dañado en un aeródromo. El 9 de julio de 1942, embistió un Messerschmitt Bf 110, sobre el pueblo de Lyubtsy en el óblast de Nóvgorod; nuevamente logró aterrizar con seguridad su Yak-1 dañado. Después de este ataque, fue nominado para el título de Héroe de la Unión Soviética, pero el liderazgo del 6.º Ejército Aéreo rechazó la nominación y le otorgaron la Orden de la Bandera Roja.
Su cuarto y último ataque de embestida tuvo lugar sobre Stáraya Rusa el 13 de agosto de 1942 cuando embistió un bombardero bimotor Ju 88 mientras pilotaba un caza La-5. Mientras volaba en una patrulla en el área, divisó un grupo de siete Junkers Ju 88 y seis Messerschmitt Bf 110. Antes de que pudiera acercarse al grupo, los alemanes vieron a su caza y atacaron. Sabiendo que su único avión no sería rival para el grupo de bombarderos e ignorando a los cazas de escolta adicionales, se abalanzó sobre varios de los bombarderos Junkers, con la esperanza de acabar con tantos como fuera posible antes de terminar en la línea de fuego de un Me-109. Después de que el Me-109 alemán alcanzara al avión de Kovzan, uno de los proyectiles entró en la cabina y le alcanzó en el ojo derecho. Luego trató de saltar de su avión, pero descubrió que no tenía la fuerza suficiente para hacerlo, por lo que voló de frente contra un Ju 88. El impacto creó una abertura en el avión por la que pudo salir y aterrizó en un pantano cerca de una granja colectiva, fracturándose la pierna, el brazo y múltiples costillas. Los trabajadores de la granja sacaron a un Kovzan inconsciente del pantano y lo llevaron a un destacamento partisano que operaba en la zona, que luego lo llevaron a un hospital en Moscú, donde finalmente recuperó la conciencia.
El 24 de agosto de 1943, se le concedió oficialmente el título de Héroe de la Unión Soviética, la Orden de Lenin y la medalla Estrella de Oro n.º 1103, por decreto del Presídium del Sóviet Supremo de la Unión Soviética por su perseverancia a pesar de las graves heridas. Después de pasar diez meses en un hospital recuperándose de sus graves heridas, fue dado de alta y regresó a la Fuerza Aérea Soviética, inicialmente como instructor de vuelo, pero luego como subcomandante del 144.º Regimiento de Cazas.
De acuerdo con algunas fuentes, Kovzan acumuló 28 victorias aéreas durante la guerra, cuatro por embestida, aunque la mayoría de los historiadores modernos han encontrado tales afirmaciones cuestionables y, por lo tanto, no está incluido en la enciclopedia de los ases de la aviación soviéticos de Mijaíl Byko.

### Posguerra
Después del final de la guerra, permaneció en la fuerza aérea y ocupó una gran variedad de puestos; inicialmente fue comandante adjunto de la 123.ª División de Defensa de la Aviación de Combate antes de graduarse de la Academia de la Fuerza Aérea en 1954, después dirigió el aeroclub que la asociación paramilitar Sociedad Voluntaria de Ayuda al Ejército, Fuerza Aérea y Marina (DOSAAF) tenía en Riazán. En 1958 dejó la fuerza aérea con el rango de Polkovnik (coronel) y fue trasladado a la reserva, pero continuó trabajando como jefe del club de vuelo de Riazán hasta que se mudó a Minsk en 1969. Murió el 30 de agosto de 1985 a la edad de 63 años y fue enterrado en el cementerio del norte de Minsk.

## Condecoraciones y reconocimientos
|  | Héroe de la Unión Soviética (N.º 1103; 24 de agosto de 1943)                                           |
|  | Orden de Lenin, dos veces (1943, 1942).                                                                |
|  | Orden de la Bandera Roja (1942).                                                                       |
|  | Orden de la Guerra Patria de 1.er grado (1985).                                                        |
|  | Orden de la Estrella Roja                                                                              |
|  | Medalla por el Servicio de Combate                                                                     |
|  | Medalla Conmemorativa por el Centenario del Natalicio de Lenin «Al valor militar»                      |
|  | Medalla por la Defensa de Leningrado                                                                   |
|  | Medalla por la Defensa de Moscú                                                                        |
|  | Medalla por la Victoria sobre Alemania en la Gran Guerra Patria 1941-1945                              |
|  | Medalla Conmemorativa del 20.º Aniversario de la Victoria en la Gran Guerra Patria de 1941-1945 (1965) |
|  | Medalla Conmemorativa del 30.º Aniversario de la Victoria en la Gran Guerra Patria de 1941-1945 (1975) |
|  | Medalla Conmemorativa del 40.º Aniversario de la Victoria en la Gran Guerra Patria de 1941-1945        |
|  | Medalla al Trabajador Veterano                                                                         |
|  | Medalla del 30.º Aniversario de las Fuerzas Armadas de la URSS                                         |
|  | Medalla del 40.º Aniversario de las Fuerzas Armadas de la URSS                                         |
|  | Medalla del 50.º Aniversario de las Fuerzas Armadas de la URSS                                         |
|  | Medalla del 60.º Aniversario de las Fuerzas Armadas de la URSS                                         |
|  | Medalla Conmemorativa del 250.º Aniversario de Leningrado                                              |